# Têmis Limberger

## Biografia
É avaliadora ad hoc da Revista de Direito do Consumidor, da Revista Brasileira de Direitos Fundamentais e Justiça,  da Revista Direito Público e da Revista Interesse Público. É membro da Federación Iberoamericana de Asociaciones de Derecho e Informática – FIADI.

## Produção Acadêmica

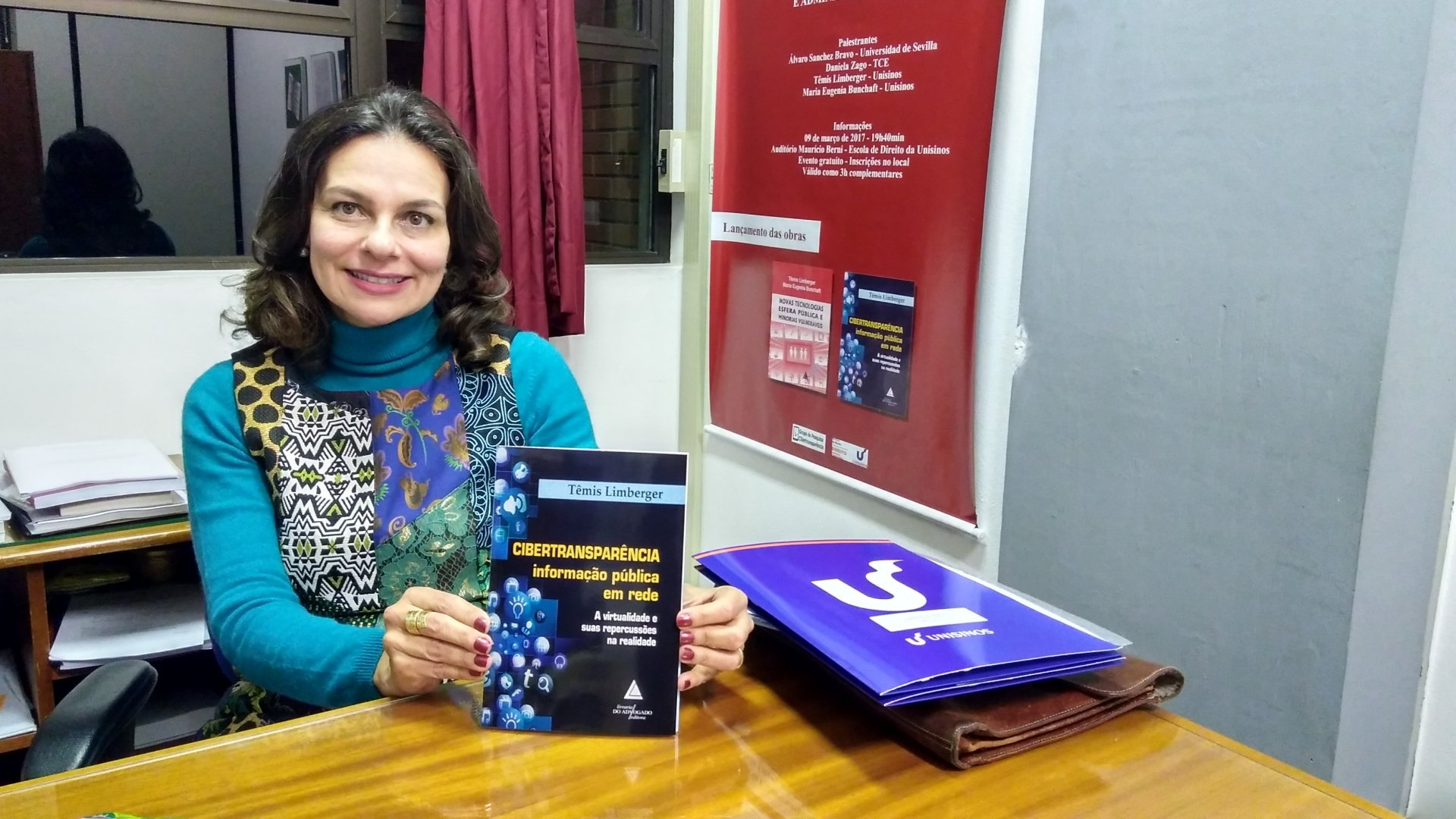
Têmis Limberger e o livro "Cibertransparência: informação pública em rede"

## Livros Publicados
Livros publicados
- LIMBERGER, Têmis. Cibertransparência - Informação Pública em Rede - A virtualidade e suas repercussões na realidade. 01. ed. Porto Alegre: Livraria do Advogado, 2016.
- LIMBERGER, Têmis; BUNCHAFT, M. E. . Novas Tecnologias, Esfera Pública e Minorias Vulneráveis. 1. ed. Porto Alegre: Livraria do Advogado, 2016.
- PÉREZ LUÑO, A. E.; LIMBERGER, Têmis; CARRERAS, Francesc de Construcción Europea y Teledemocracia – El planteamiento de la ciberciudadanía en la doctrina de Pérez Luño y su desarollo en la cibertransparencia. 1. ed. Madrid: J. San José - Manuel Tovar, 2013.
- LIMBERGER, Têmis. O Direito à Intimidade na Era da Informática: A necessidade de proteção dos dados pessoais. 1. ed. Porto Alegre: Livraria do Advogado, 2007.
- LIMBERGER, Têmis. O Controle Judicial dos Atos da Administração que causam lesão ao patrimônio e os Princípios Constitucionais da Legalidade e Moralidade. 01. ed. Porto Alegre: Livraria do Advogado, 1998.

## Artigo recente
- LIMBERGER, Têmis.Informação e Internet: apontamentos para um estudo comparado entre o Regulamento Geral de Proteção de Dados Europeu e Lei de Proteção de Dados Brasileira (Qualis A1). Novos Estudos Jurídicos, v. 25, p. 478-500, 2020. [11]